# Transformacja Legendre’a

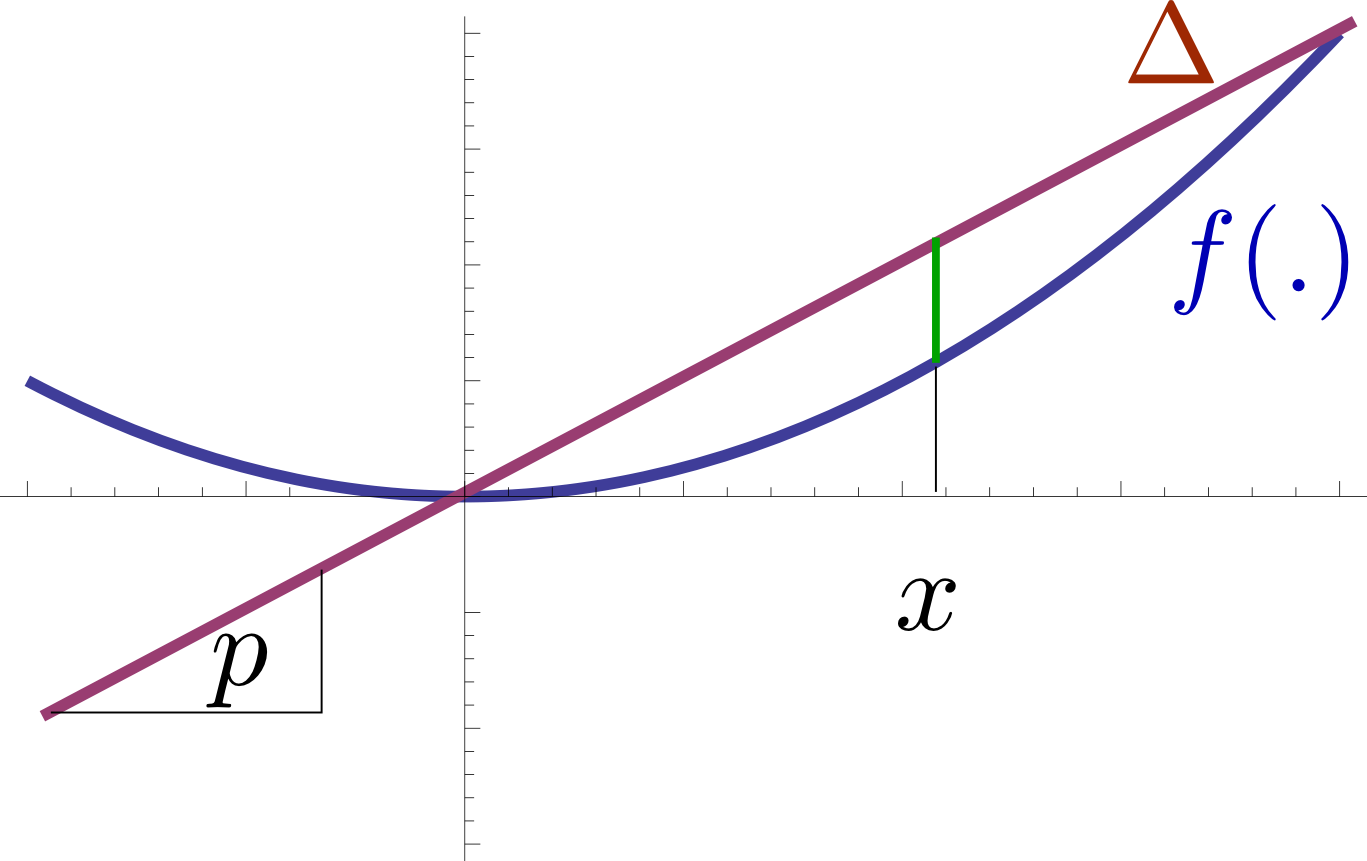
Idea stojąca za transformatą Legendre’a: dla danej funkcji i wybranego punktu szukamy argumentu z dziedziny funkcji takiego, że różnica jest maksymalna. Dzięki założeniu o wypukłości funkcji taki istnieje i jest dany jednoznacznie. Zapisujemy

Transformacja Legendre’a – przekształcenie wypukłych funkcji o wartościach rzeczywistych. Dla wypukłej funkcji rzeczywistej {\displaystyle f} zmiennej {\displaystyle x} transformata Legendre’a polega na konstrukcji funkcji {\displaystyle f^{*}} zmiennej {\displaystyle p,} dualnej do niej w sensie Younga. Jeśli pierwotna funkcja była określona na przestrzeni liniowej {\displaystyle V,} to jej transformata Legendre’a jest funkcją z przestrzeń sprzężona {\displaystyle V^{*},} czyli przestrzeni funkcjonałów liniowych na przestrzeni {\displaystyle V.}
Transformacja nosi nazwę na cześć francuskiego matematyka Adriena-Mariego Legendre’a.

## Motywacja
Motywację do skonstruowania tej transformaty można wyrazić w postaci mniej ścisłej definicji. Można powiedzieć, że przekształcenie Legendre’a to zmiana funkcji i zmiennej w taki sposób, że stara pochodna jest traktowana jako nowa zmienna, a stara zmienna staje się pochodną otrzymanej w transformacji funkcji.
Wyrażenie różniczkowe
{\displaystyle df(x)=f'(x)\,dx,}
w związku z tożsamością {\displaystyle d(xf')=f'\,dx+x\,df',} można zapisać jako
{\displaystyle d(xf'-f)=x\,df'.}
Jeśli teraz przyjąć, że
{\displaystyle F=xf'-f,\quad y=f'(x),}
co jest transformacją Legendre’a {\displaystyle (f,x)\mapsto (F,y),} to
{\displaystyle dF(y)=F'(y)\,dy,\quad x=F'(y).}
Ponadto, tak jak opisano wcześniej, nowa zmienna {\displaystyle y} jest równa starej pochodnej, a stara zmienna {\displaystyle x} jest równa nowej pochodnej:
{\displaystyle y=f'(x),\quad x=F'(y).}
Definicje mogą się różnić znakiem {\displaystyle F.} Jeśli zmiennych {\displaystyle x} funkcji wyjściowej jest więcej niż jedna, transformację Legendre’a można rozważać na dowolnym ich podzbiorze.

## Definicja

### Definicja analityczna
Transformata Legendre’a funkcji {\displaystyle f} zadanej na podzbiorze {\displaystyle M} przestrzeni liniowej {\displaystyle V} nazywamy funkcję {\displaystyle f^{*}} określoną na podzbiorze {\displaystyle M^{*}} przestrzeni sprzężonej {\displaystyle V^{*}} zgodnie ze wzorem:
{\displaystyle f^{*}(p)=\sup _{x\in M}{\big (}\langle p,x\rangle -f(x){\big )},\quad p\in M^{*}=\left\{p:\sup _{x\in M}{\big (}\langle p,x\rangle -f(x){\big )}<\infty \right\},}
Gdzie {\displaystyle \langle p,x\rangle } Jest wartością funkcjonału liniowego {\displaystyle p\in M^{*}} na wektorze {\displaystyle x.} W przypadku przestrzeni Hilberta {\displaystyle \langle p,x\rangle } jest to zwykły iloczyn skalarny. W szczególnym przypadku funkcji różniczkowalnej na otwartym podzbiorze {\displaystyle \mathbb {R} ^{n}} przejście do jej transformaty Legendre’a odbywa się za pomocą wzorów:
{\displaystyle f^{*}(p)=\langle p,x\rangle -f(x),\quad p={\frac {\partial f}{\partial x}}=\nabla f,}
przy czym {\displaystyle x} muszą być wyrażone poprzez {\displaystyle p} z drugiego równania.

### Sens geometryczny
Dla funkcji wypukłej {\displaystyle f(x)} jej epigraf {\displaystyle \operatorname {epi} f=\{(x,y)\mid y\geqslant f(x)\}} jest wypukłym zbiorem domkniętym, którego brzegiem jest wykres funkcji {\displaystyle f.} Zbiór hiperpłaszczyzn stycznych do epigrafu funkcji {\displaystyle f(x)} jest naturalną dziedziną transformaty Legendre’a {\displaystyle f^{*}} Jeśli {\displaystyle p} to hiperpłaszczyzna styczna do epigrafu, przecina ona oś {\displaystyle y} w pewnym jednym punkcie. Jej {\displaystyle y} -współrzędna, wzięta z przeciwnym znakiem jest równa {\displaystyle f^{*}(p).}
Przyporządkowanie {\displaystyle x\mapsto p} jest jednoznacznie określone na otoczeniu, na którym funkcja {\displaystyle f} jest różniczkowalna. Wówczas {\displaystyle p} jest hiperpłaszczyzną styczną do wykresu funkcji {\displaystyle f} w punkcie {\displaystyle x.} Odwrotne przyporządkowanie {\displaystyle p\mapsto x} jest jednoznacznie zdefiniowana wtedy i tylko wtedy, gdy funkcja {\displaystyle f} jest ściśle wypukła. Tylko wówczas bowiem {\displaystyle x} jest jedynym punktem styczności hiperpłaszczyzny {\displaystyle p} z wykresem funkcji {\displaystyle f.}
Jeśli funkcja {\displaystyle f} jest różniczkowalna i ściśle wypukła, przekształcenie {\displaystyle p(x)\leftrightarrow df(x)} jest dobrze określone i wzajemnie jednoznaczne. Przekształca ono punkt hiperpłaszczyzny {\displaystyle p} na wartości różniczki funkcji {\displaystyle f} w punkcie {\displaystyle x.} Umożliwia ono przekształcenie dziedziny funkcji {\displaystyle f^{*}} w przestrzeń elementów sprzężonych {\displaystyle V^{*},} które są różniczkami funkcji {\displaystyle f.}

## Własności
1. Nierówność Younga-Fenchela wynika bezpośrednio z definicji analitycznej transformacji:
{\displaystyle f(x)+f^{*}(p)\geqslant \langle p,x\rangle ,} a równość zachodzi wtedy i tylko wtedy, gdy {\displaystyle p=f'(x)}
(nierównością Younga często nazywany jest specjalny przypadek tej nierówności dla funkcji {\displaystyle F(x)=x^{a}/a,} przy {\displaystyle a>1}).
2. W rachunku wariacyjnym (i opartej na nim mechanice Lagrange’a) transformacja Legendre’a jest zwykle stosowana w stosunku do lagranżjanu {\displaystyle L(t,x,{\dot {x}})} wobec zmiennej {\displaystyle {\dot {x}}.} Hamiltonian akcji {\displaystyle H(t,x,p)} jest obrazem transformacji, a równania Eulera-Lagrange’a dla optymalnych trajektorii są przekształcane na równania Hamiltona[1].
3. Z tożsamości {\displaystyle p=\nabla _{x}f} łatwo to pokazać, że {\displaystyle \nabla _{p}f^{*}=-x.}

## Przykłady

### Funkcja potęgowa
Rozważmy transformację Legendre’a funkcji o wzorze {\displaystyle f(x)=x^{n},} ({\displaystyle n>0,} {\displaystyle n\neq 1}) określonej na {\displaystyle \mathbb {R^{+}} .} W przypadku parzystego {\displaystyle n} można rozważyć {\displaystyle \mathbb {R} } (bo wtedy {\displaystyle f} jest wypukła).
{\displaystyle p(x)={\frac {df}{dx}}=n\cdot x^{n-1}.}
Przekształcamy to do formy {\displaystyle x=x(p)} i dostajemy
{\displaystyle x(p)=\left({\frac {p}{n}}\right)^{\frac {1}{n-1}}.}
W taki sposób otrzymujemy transformację Legendre’a dla funkcji potęgowej:
{\displaystyle f^{*}(p)=px-f(x)=\left({\frac {p}{n}}\right)^{\frac {n}{n-1}}\cdot (n-1).}
Łatwo sprawdzić, że powtórzona transformacja Legendre’a daje ponownie wyjściową funkcję {\displaystyle f.}

### Funkcja wielu zmiennych
Rozważmy funkcję wielu zmiennych określoną na przestrzeni {\displaystyle \mathbb {R} ^{n}} następującym wzorem:
{\displaystyle f(x)=\langle x,Ax\rangle +c,}
gdzie {\displaystyle A} oznacza rzeczywistą, dodatnio określoną macierz, a {\displaystyle c} pewną stałą. Na początku upewnijmy się, że przestrzeń sprzężona, na której określona jest transformacja Legendre’a, pokrywa się z {\displaystyle \mathbb {R} ^{n}.} Aby to zrobić, musimy upewnić się, że istnieje ekstremum funkcji {\displaystyle \phi =\langle p,x\rangle -\langle x,Ax\rangle -c.}
{\displaystyle \nabla _{x}\phi =p-2Ax,}
{\displaystyle \nabla _{x}\nabla _{x}\phi =-2A.}
Ze względu na dodatnią określoność macierzy {\displaystyle A,} punkt krytyczny funkcji {\displaystyle \phi } jest jej maksimum. Wynika z tego, że dla każdego {\displaystyle p} istnieje supremum. Obliczenie transformacji Legendre’a odbywa się bezpośrednio:
{\displaystyle f^{*}(p)={\frac {1}{4}}\langle p,A^{-1}p\rangle -c.}

## Zastosowania

### Mechanika hamiltonowska
W mechanice Lagrange’a układ fizyczny może być opisany funkcją Lagrange’a. W typowych zagadnieniach jest ona następującej postaci:
{\displaystyle L(q,u)={\frac {1}{2}}\langle u,Mu\rangle -V(q),}
dla {\displaystyle (q,u)\in \mathbb {R} ^{n}\times \mathbb {R} ^{n},} ze standardowym iloczyn skalarny. Macierz {\displaystyle M} jest dodatnio określoną macierzą rzeczywistą. W przypadku, gdy lagranżjan nie jest zdegenerowany pod względem prędkości, to znaczy
{\displaystyle p=\nabla _{u}L(q,u)\neq 0,}
możemy przeprowadzić transformację Legendre’a w dziedzinie prędkości i otrzymać nową funkcję zwaną hamiltonianem:
{\displaystyle H(p,q)=pq'-L={\frac {1}{2}}\langle p,M^{-1}p\rangle +V(q)}.

### Termodynamika
W termodynamice bardzo często spotykane są różne funkcje termodynamiczne, których różniczka w najbardziej ogólnym przypadku jest postaci:
{\displaystyle dL=X\,dx+Y\,dy+Z\,dz+\ldots }
Na przykład różniczka energii wewnętrznej wygląda następująco:
{\displaystyle dU=T\,dS-P\,dV.}
Energia jest tutaj przedstawiona jako funkcja zmiennych {\displaystyle S,V,} takie zmienne nazywane są zmiennymi naturalnymi. Wtedy energię swobodną uzyskuje się jako transformację Legendre’a energii wewnętrznej:
{\displaystyle F=U-TS,}
{\displaystyle dF=-S\,dT-P\,dV.}
Ogólnie rzecz biorąc, jeśli chcemy przejść z funkcji {\displaystyle L=L(x,y,z,\dots )} do funkcji {\displaystyle L=L(X,y,z,\dots ),} to należy wykonać transformację Legendre’a:
{\displaystyle L(X,y,z,\dots )=L-xX,}
{\displaystyle dL(X,y,z,\dots )=-x\,dX+Y\,dy+Z\,dz+\ldots }